# Frédéric de Janzé

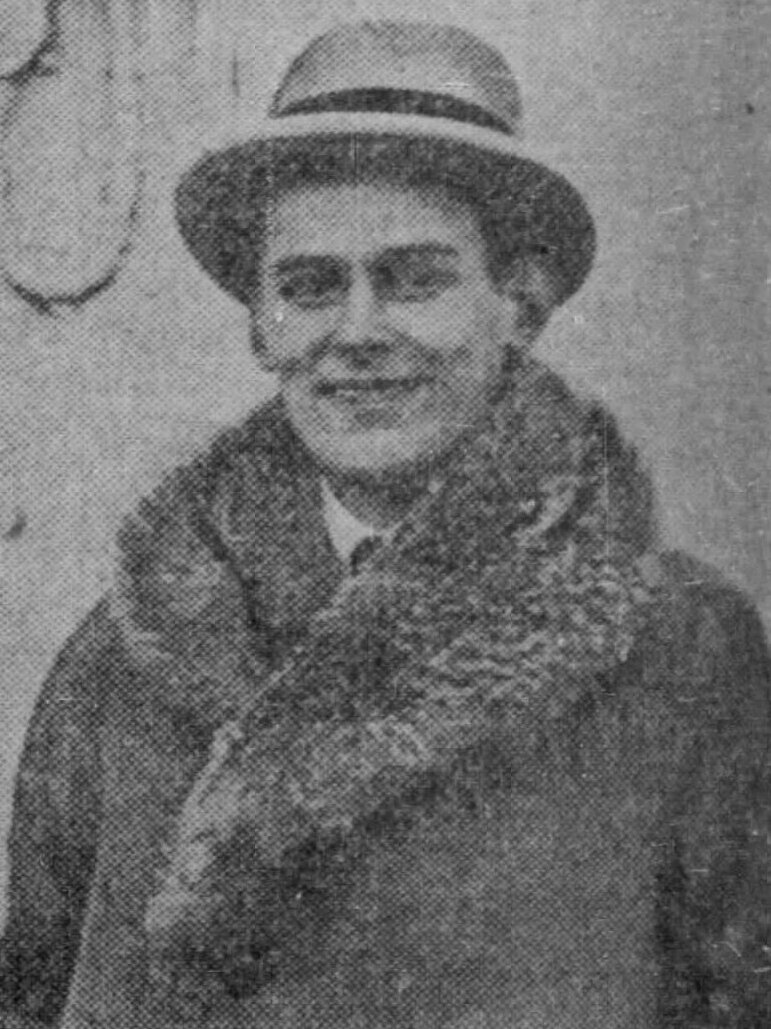
Frédéric de Janzé (1927)

Frédéric de Janzé, Comte (Graf) de Janzé (* 28. Februar 1896 in Paris, Frankreich; † 24. Dezember 1933 in Baltimore, Maryland, Vereinigte Staaten) war ein französischer Adliger, Großwildjäger, Autorennfahrer und Autor.

## Biografie
Frédéric de Janzé war der Sohn von Vicomte Léon Frédéric de Janzé und dessen Ehefrau Marguerite Hennessy, Tochter des Landschaftsmalers William Hennessy. Er studierte an der Universität Cambridge. Im Ersten Weltkrieg diente er in der Französischen Luftwaffe. Er fuhr Autorennen und war mit Schriftstellern wie Marcel Proust befreundet.
1921 heiratete er in Chicago Alice Silverthorne, eine amerikanische Millionenerbin. Aus dieser Ehe gingen zwei Kinder hervor: Nolwen Louise Alice de Janzé (1922–1989) und Paola Marie Jeanne de Janzé (1924–2006).
1925 machte das Paar die Bekanntschaft von Josslyn Hay, 22. Earl of Erroll, und dessen Frau Idina Sackville, die sie nach Kenia einluden. Hay und Sackville waren der Kern des berüchtigten Happy Valley Set. Alice und Frédéric reisten zu Besuch nach Kenia, wo Alice ein Dreiecksverhältnis mit Lord Erroll und Idina hatte. Frédéric betätigte sich als Großwildjäger. Bei einem zweiten Besuch 1926 begann Alice eine Affäre mit dem britischen Adligen Raymond de Trafford. Zurück in Paris verlangte sie die Scheidung von Frédéric.
1927 schoss Alice in Paris de Trafford und sich selbst an; wenig später erfolgte die Scheidung von Frédéric de Janzé, der das Sorgerecht für die beiden Kinder erhielt. 1928 veröffentlichte Frédéric de Janzé das Buch Vertical Land, in dem er seine Erfahrungen mit dem Happy Valley Set verarbeitete.
1930 heiratete Frédéric de Janzé Genevieve Ryan (geborene Willinger), Witwe des US-amerikanischen Juristen und Politikers Thomas Jefferson Ryan.
Frédéric de Janzé starb 1933 im Alter von 37 Jahren in Baltimore an einer Blutvergiftung.

### Von Frédéric de Janzé
- Vertical Land, Duckworth, London, 1928[7]
- Tarred With the Same Brush, Duckworth, London, 1929[8]

### Über Alice de Janzé
- Paul Spicer: The Temptress: The scandalous life of Alice, Countess de Janzé. Simon & Schuster, London, 2010, ISBN 978-1-84737-782-1[6]